# 국방전자조달시스템
국방전자조달시스템(國防電子調達, 약칭 : 국방전자조달, D2B)은 군수품 조달 업무 전과정을 인터넷 상에서 처리하는 전자조달시스템으로써 중앙행정기관인 방위사업청에서 운영하고 있는 주요 대민 시스템 중의 하나이다.

## 개요
- 국방전자조달시스템은 국방 분야 물품, 용역, 시설, 국외 등 군수품 조달 관련 전과정을 온라인으로 처리한다. 단, 국가를 당사자로 하는 계약에 관한 법률 시행령[2]에 따라 국가 계약을 위한 입찰공고는 나라장터에 공고하도록 되어 있으므로 국방전자조달시스템에 등록된 입찰공고 역시 나라장터에 연계되어 같이 공고되고 있다.
- 중앙행정기관에서 운영 중인 전자조달시스템은 국방전자조달시스템(방위사업청)과 나라장터(조달청) 2개 뿐이며 공기업, 공공기관에서 자체적으로 운영하는 전자조달시스템까지 확대하면 약 20여개의 전자조달시스템이 운영되고 있다. 각 전자조달시스템은 나라장터와 입찰공고, 계약정보 등을 연계하며 조달청 나라장터에 등록한 조달업체 정보를 공유하여 조달업체가 각 기관에 일일이 방문해야 하는 번거로움을 없앴다.
- 국방전자조달시스템은 방위사업청에서 직접 운영하고 있으며 방위사업청(중앙조달) 및 국방부, 국직기관, 각 군부대 등(부대조달)이 조달 업무 처리를 위해 국방전자조달시스템을 사용하고 있다.
- 국방전자조달시스템을 통해 연간 약 10조원 이상 전자입찰이 이루어지고 있다.

## 연혁
- '01.04 : 국방조달 전자상거래 체계 개통(www.dpa.go.kr)
- '02.12 : 조달 CALS/EC체계 구축(정부/기업 간 전자거래시범사업)
- '03.03 : 국방종합전자조달시스템 개통
- '04.01 : 시스템 도메인 변경(www.dpa.go.kr => www.dpa.mil.kr)
- '06.01 : 방위사업청 개청에 따라 국방부 (구)조달본부에서 방위사업청으로 시스템 이관
- '06.05 : 시스템 도메인 변경(www.dpa.mil.kr => www.d2b.go.kr)
- '07.03 : 국외조달 전자입찰 도입
- '11.01 : 지문인식 전자입찰 전면 시행
- '12.01 : 투명성 강화를 위한 입찰등록심사 진행절차 개선
- '12.04 : 국방통합원가시스템 개통 (구 원가 체계 대체)
- '13.04 : 국방표준종합정보시스템 개통 (구 규격/목록 체계 대체)
- '14.03 : 국외전자계약 및 선금/착,중도금 서비스 개시(예정)

## 주요 기능
- 군수품 물품/용역/시설 분야 조달계획 공개 및 업체의견 등록
- 국내/국외/시설 분야 입찰공고, 입찰결과 게시
- 입찰참가신청, 입찰서 제출, 등록심사, 개찰 업무
- 공개/비공개 품목에 대한 수의협상 실시
- 조달업체 <-> 계약담당공무원 간 전자계약 체결
- 대금지불, 납품조서, 실적증명서 발급
- 전자세금계산서, 인지세 납부 확인 서비스
- 모바일 서비스, SMS 서비스, 알리미 서비스
- 전문상담원이 근무하는 전자조달 콜센터 운영
- 조달정보 공개/개방 서비스 등

## 사용자
- 시스템 사용자는 크게 아래와 같은 유형으로 구분된다.
- 조달업체 : 조달청 나라장터에 업체등록 후 국방전자조달시스템에 등록한 이용자
- 방위사업청 계약담당공무원 : 계약관리본부의 각 계약팀에서 근무 중인 계약담당공무원 (중앙조달 업무 수행)
- 국군재정관리단, 국직부대, 각 군부대 계약관 등 (부대조달 업무 수행)

## 운영부서
- 시스템 운영 : 방위사업청 정보화기획담당관
- 업무부서 : 방위사업청 계약관리본부 조달기획관리팀

## 관련 규정
- 국방전자조달시스템의 이용에 관한 약관
- 국방전자조달시스템 전자입찰 특별유의서
- 국방전자조달시스템 전자계약 사무처리지침
- 국방전자조달시스템 관리규정
- (국방부)계약업무처리훈령

## 같이 보기
- 방위사업청